# Crinum surinamense
Crinum surinamense är en amaryllisväxtart som beskrevs av Pierfelice Ravenna. Crinum surinamense ingår i släktet Crinum, och familjen amaryllisväxter. Inga underarter finns listade i Catalogue of Life.